# Eudiscoelius ferrugineipes
Eudiscoelius ferrugineipes är en stekelart som beskrevs av Giordani Soika 1995. Eudiscoelius ferrugineipes ingår i släktet Eudiscoelius och familjen Eumenidae. Inga underarter finns listade i Catalogue of Life.